# Raguse (province)
Pour les articles homonymes, voir Raguse.
1809–1814
Entités suivantes :
- Empire d'Autriche

La province de Raguse est une ancienne subdivision des Provinces illyriennes, sous contrôle de l'Empire français, qui a existé entre 1809 et 1811. Sa population est estimée à 32 000 habitants vers 1809. Son territoire était divisé en dix cantons : Raguse, Vieux-Raguse, Cattaro, Castel-Nuovo, Budua, îles de Mélida, Slano, Sabioncello, Cursola et Lagosta,.

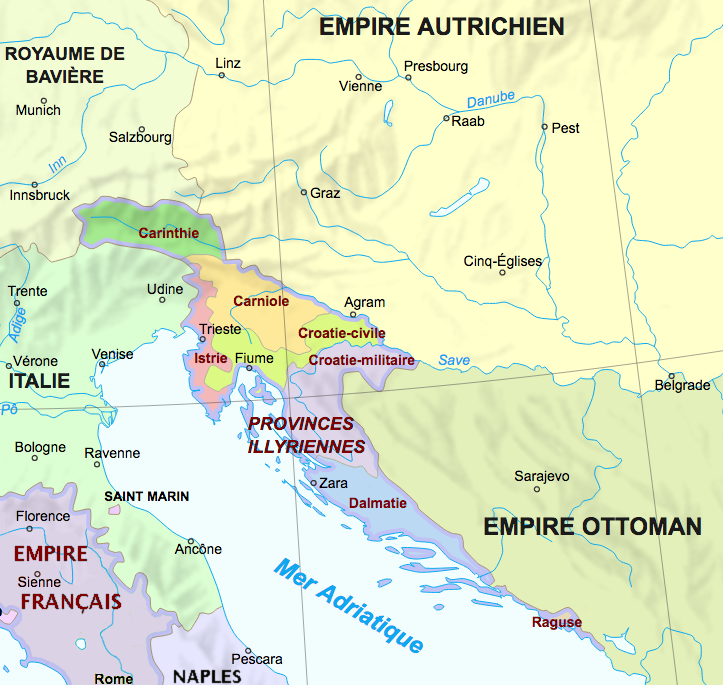
Les Provinces illyriennes : celle de Raguse est au sud-est.

## Histoire
La province est constituée le 25 décembre 1809 lors de l'annexion des provinces illyriennes par l'Empire français. Le chef-lieu est fixé à Raguse (actuelle Dubrovnik en Croatie).
Elle est attribuée en tant que duché au général français Marmont, en 1808. Marmont sera fait maréchal d'empire l'année suivante en 1809 à la suite de sa victoire à la bataille de Znaïm contre l'armée autrichienne et trahira Napoléon lors de la campagne de France de 1814. Accusé d'être responsable de la défaite de la France, son titre de "duc de Raguse" est alors moqué par les vétérans de la Grande Armée qui forgent le terme "raguser" pour dire "trahir". 
Le 15 avril 1811, les provinces illyriennes sont réorganisées. La province de Raguse se voit agrandie du territoire de la province des Bouches-du-Cattaro.
Elle disparaît en 1814 avec l'occupation des provinces illyriennes par l'empire d'Autriche, auquel elles seront attribuées par le congrès de Vienne.